# Nampabius fungiferopes
Nampabius fungiferopes är en mångfotingart som först beskrevs av Chamberlin 1904.  Nampabius fungiferopes ingår i släktet Nampabius och familjen stenkrypare. Inga underarter finns listade i Catalogue of Life.